# Kentaro Kawasaki
Kentaro Kawasaki (født 18. december 1982) er en tidligere japansk fodboldspiller.
Han har spillet for flere forskellige klubber i sin karriere, herunder Montedio Yamagata og Consadole Sapporo.